# Висман
Висман (на немски: Wiesmann) е бивш германски производител на т. нар. „бутикови“ автомобили, произвеждани ръчно по поръчка на клиента. Фирмата е базирана в град Дюлмен, провинция Северен Рейн-Вестфалия. Фирмата обявява банкрут през май 2014 г.

## История
Фирмата е създадена през 1988 г. от братята Мартин и Фридхелм Висман. Първоначално тя произвежда само твърди покриви за кабриолети. През 1985 г. братята създават прототип на спортна кола с ретро визия и модерна техника. Началото на серийното производство е поставено през 1993 г. с модела Висман Роудстър MF (MF са инициалите на Мартин и Фридхелм). През първата година са сглобени едва четири автомобила, а към 2006 г. фирмата има 75 служителя и произвежда малко над 100 коли годишно. Двигателите и части от трансмисията се доставят от БМВ. Последно се произвеждат роудстърите MF 30 и MF 3, както и купетата GT MF 4 и GT MF 5.
Емблемата на Висман е гекон – вид гущер, който според основателите на фирмата отговаря на характеристиките на автомобилите с тази марка – жив, пъргав и динамичен, а освен това „колите Висман залепват за пътя като гекони за стена“.

## Модели

### Роудстъри

#### MF 30
Моделът MF 30 е класически роудстър – двуместен открит автомобил. Шестцилиндровият двигателят M54B30 е познат от почти цялата гама модели на БМВ в периода 2000 – 2007 г. Обемът му е 2979 см3, а мощността – 170 кВ (231 к.с.). Максималната скорост на Висман MF 30 е 230 км/ч, а ускорението 0 – 100 км/ч отнема 5,9 сек. Задвижването е задно. Купувачите могат да избират между пет- и шестстепенна механична и шестстепенна секвенциална скоростна кутия. Размерите на колата са 3,86 м дължина, 1,75 м широчина и 1,16 м височина, а теглото е 1080 кг.

#### MF 3
Най-голямата разлика между MF 30 и MF 3 е в по-мощния двигател. MF 3 използва шестцилиндровия редови агрегат S54 на БМВ, използван за първи път през 2000 г. в БМВ М3. Обемът му е 3246 см3, мощността – 252 кВ (343 к.с.). Максималната скорост на Висман MF 3 е 255 км/ч, а ускорението 0 – 100 км/ч е със секунда по-бързо от това на MF 30 – 4,9 сек. Задвижването е задно. Габаритите са същите, но MF 3 е със 100 кг по-тежък. MF 3 се произвежда в малки количества – по 30 бройки на година.

#### MF 28
MF 28 е модел, който вече не се произвежда.

#### Галерия
- MF 30
- MF 30
- MF 30
- MF 28

### Купета

#### GT MF 4
През 2003 г. на автоизложението във Франкфурт Висман представя за първи път двуместно купе. Двигателят отново е на БМВ – N62B48 и е осемцилиндров V-образен. Обемът му е 4799 см3, мощността е 245 кВ (367 к.с.). Максималната скорост е 290 км/ч, ускорението от 0 до 100 км/ч е за 4,6 сек. Задвижването е задно, скоростната кутия е шестстепенна механична, а от 2007 г. се предлагат и модели със седемстепенна секвенциална и автоматична скоростна кутия. Моделът е 4,23 м дълъг, 1,85 м широк и 1,19 м висок и тежи 1240 кг.

#### GT MF 5
През 2007 г. е представен и топмоделът GT MF 5. Снабден е с десетцилиндров V-образен двигател от БМВ М5 с обем 4999 см3, който разполага с 507 к.с. (373 кВ). Максималната скорост е 310 км/ч. Ускорението 0 – 100 км/ч е за 3,9 сек. Колата е със задно задвижване и седемстепенна секвенциална скоростна кутия. Размерите на GT MF 5 са 4,30 м дължина, 1,95 м широчина и 1,17 м височина. Теглото е 1380 кг.

#### Галерия
- GT MF 4
- GT MF 4
- GT MF 4
- GT MF 4